# Úhořovec Hassův
Úhořovec Hassův (Heteroconger hassi) je ryba z čeledi úhořovcovitých, která obývá oblasti Indického a Tichého oceánu. Žije usedlým životem na mořském dně, kde je z větší části schován v podloží a z úkrytu mu kouká jen hlava a část těla, kterou vysunuje ve snaze ulovit kořist. Samci i samice žijí společně a vytvářejí kolonie až o počtu stovek jedinců. Jsou velice plaší a dokáží vycítit vibrace, které produkuje potápěč vypouštěním kyslíku. Toto má za následek, že je složité pořídit jejich fotografii.
Úhořovec Hassův byl prvně vědecky popsán Wolfgangem Klausewitzem a Irenäusem Eibl-Eibesfeldtem v roce 1959 pod názvem Xarifania hassi. Druhové jméno nese na počest rakouského biologa Hanse Hasse (1919–2013).

## Popis

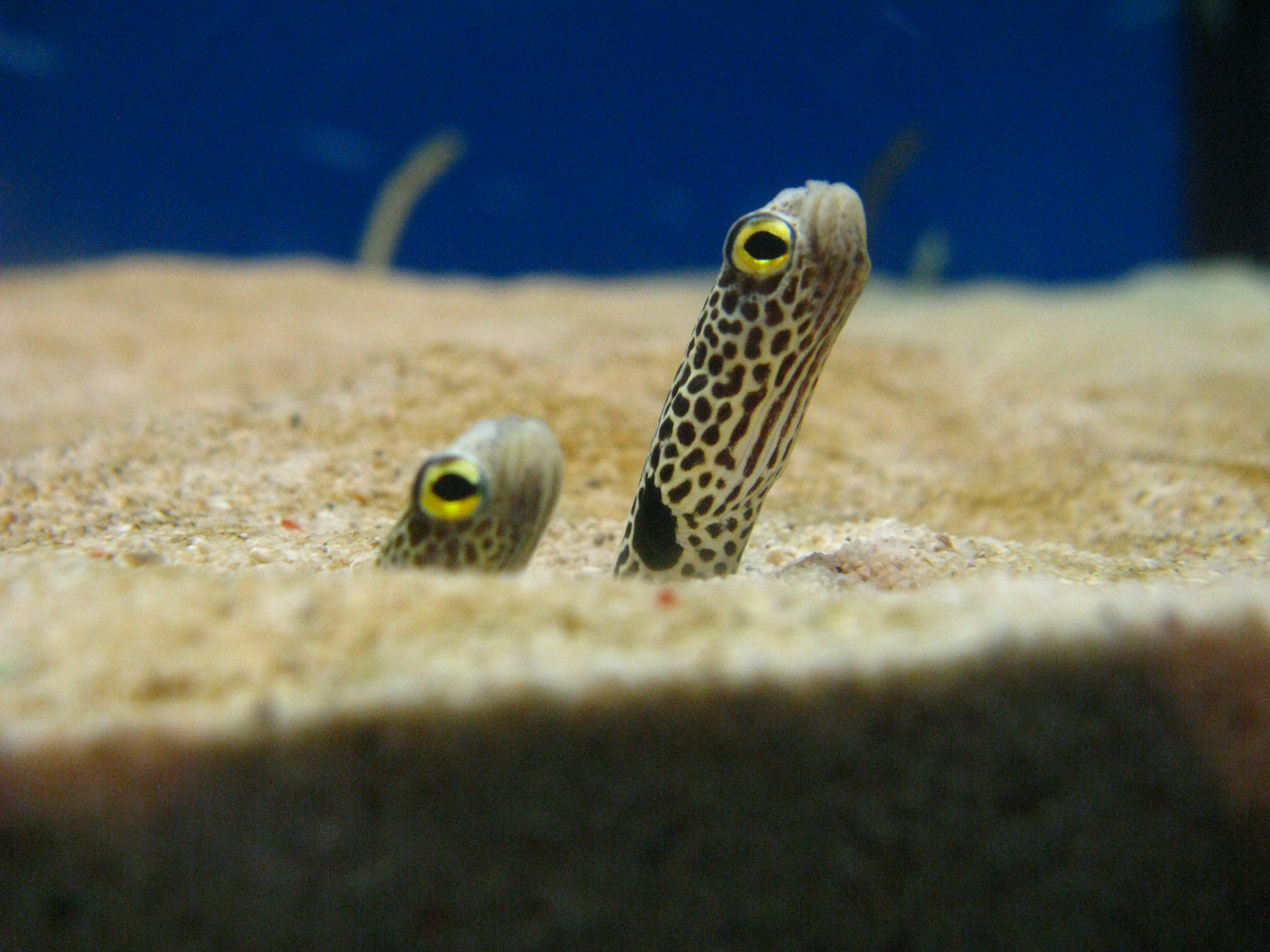
Hlava

Samci i samice mají přibližně stejnou délku a dospělý jedinec dorůstá velikosti okolo 40 cm.
Úhořovec má protáhlé tělo hadovitého tvaru, které mu umožňuje žít usedle v mořském dnu. Dospělý jedinec dosahuje zpravidla délky okolo 40 cm až 45 cm s průměrem těla 14 mm, takže je mnohem štíhlejší než jeho příbuzný úhořovec velký. Obvykle na těle mívá dvě velké černé skvrny, které se nacházejí za hlavou. Další menší skvrny se nacházejí po celém těle. Nemá viditelné ploutve. Na vrcholku hlavy se nacházejí čelisti, které jsou uzpůsobeny uchopení drobného živočišného planktonu.

## Výskyt
Úhořovec byl pozorován v příbřežních vodách v rozmezí hloubky od 7 do 45 metrů v oblastech východní Afriky, Rudého moře, Madagaskaru, Indie, Jihovýchodní Asie, severních oblastí Austrálie, jižního Japonska, východní Číny a v okolí Tichomořských ostrovů. Jeho výskyt se vymezuje 30° severní šířky až 23° jižní délky.
Preferuje oblasti s písčitým dnem, kde si může vyhrabat komůrku pro své tělo, kam se ocáskem zasune. Žije zpravidla v koloniích neboli „zahradách“, které dosahují počtu až několik set jedinců. Společně se pak pohybují rytmicky dle vlnění vody, což připomíná vlnění se trávy ve větru.

## Rozmnožování
Během rozmnožování zůstávají samci i samice vedle sebe ve svých komůrkách. Postupně se k sobě přitáhnou, pak se propletou a během propletení dojde k oplodnění, když jsou vypuštěny spermie a vajíčka.